# Ada Air Albania
Ada Air Albania war eine albanische Fluggesellschaft mit Sitz in Tirana. Die Fluglinie wurde im Januar 2007 wegen Zahlungsunfähigkeit aufgelöst.

## Geschichte
Ada Air Albania wurde 1991 von zwei Investoren, dem Franzosen Julien Roche und dem Albaner Marsel Skendo, unter dem Namen Adalbanair gegründet. Beide hatten jeweils 50 % der Fluggesellschaft. Es handelt sich um die älteste albanische Fluggesellschaft. Am 5. Februar 1992 fand der erste Flug statt, der von Tirana nach Bari führte. Zu diesem Zeitpunkt wurde die Fluggesellschaft in Ada Air Albania umbenannt. Die IATA nahm die Airline am 25. Mai 1992 auf. Mitte Januar 2007 hatte Ada Air Albania keinen finanziellen Mittel mehr, um laufende Rechnungen wie zum Beispiel des Flughafens Tirana zu bezahlen.

## Flugziele
Zwischen 1992 und 1997 wurde ein Streckennetz nach Griechenland aufgebaut. In den letzten Jahren wurde ab Tirana aber nur noch Bari-Palese angeflogen und gelegentlich Thessaloniki, Athen und Pristina.

## Flotte
Die Flotte bestand aus einer Embraer EMB-110P2. Allerdings mietete Ada Air sehr häufig Flugzeuge von anderen Fluggesellschaften an, insbesondere Jak-40 sowie Jak-42 von Hemus Air.